# Sternostoma
Sternostoma (лат.) — род клещей из семейства Rhinonyssidae.
Клещи овальной формы, длина тела 330—630. На идиосоме два дорсальных щита: подосомальный и опистосомальный. Пигидиальный щит отсутствует. Стигмы расположены дорсолатерально, перитремы отсутствуют. Мезосомальные щитки имеются или отсутствуют. Постстигмальные щитки отсутствуют. Гнатосома расположена вентрально, и только её самая дистальная часть может выступать из-под переднего края тела. Дейтостернальные зубчики имеются или отсутствуют. Тритостернум отсутствует. Стернальный, генитальный и анальный щитки имеются. Анус с анальным щитком расположенный вентрально или термиинально. Крибрум имеется или отсутствует. Выпуклости и шипы на коксах отсутствуют.
Один из самых многочисленных родов семейства Rhinonyssidae, в его состав входят около 60 видов. Представители этого рода паразитируют в носовой полости, в трахеях и воздушных мешках птиц, и в настоящее время зарегистрированы у птиц 18 отрядов.

## Виды
- Sternostoma artami Feider & Mironescu, 1982
- Sternostoma constricta Feider & Mironescu, 1982
- Sternostoma cooremani Fain, 1956
- Sternostoma cordiscutata Feider & Mironescu, 1982
- Sternostoma cryptorhynchum Berlese & Trouessart, 1889typus
- Sternostoma cuculorum Fain, 1956
- Sternostoma darlingi Spicer, 1984
- Sternostoma dureni Fain, 1956
- Sternostoma gliciphilae Domrow, 1966
- Sternostoma guevarai Guevara-Benitez, Ubeda-Ontiveros & Cutillas-Barrios, 1979
- Sternostoma isabelae Ubeda-Ontiveros & Guevara-Benitez, 1980
- Sternostoma marchae Dimov, 2013[1]
- Sternostoma neosittae Domrow, 1969
- Sternostoma opistaspis Feider & Mironescu, 1982
- Sternostoma paddae Fain, 1958
- Sternostoma pencei Spicer, 1984
- Sternostoma technaui Vitzthum, 1935
- Sternostoma thienponti Fain, 1956
- Sternostoma tracheacolum Lawrence, 1948
- Sternostoma ubedai Ubeda-Ontiveros & Guevara-Benitez, 1981
- Sternostoma ziegleri Feider & Mironescu, 1982
- Sternostoma zini Dimov & Knee, 2012[2]